# 沖由佳雄
沖 由佳雄（おき ゆかお、1957年 - ）は、日本の漫画家、同人作家。
東京都豊島区在住。少年時代は北関東で転居を繰りかえす。背景に余計な部分を描かないなど、シンプルな絵と話を描く。

## 経歴
デザイン学校卒業後、デビューするまで吾妻ひでおのアシスタントを務めていた。吾妻の『二日酔いダンディ』のファンレターを出したらいつの間にかアシスタントになっていたという。
吾妻ひでお、蛭児神建らによる同人サークル「無気力プロ」のメンバーとして、1979年4月開催のコミックマーケット11で頒布された、日本初のロリコン同人誌とされる『シベール』にも参加。日本で初めて男性向けエロ同人誌を販売した人物のひとりである。
1981年に『プレジデント カプリス』（「アニメック」19号掲載）でプロデビュー。同年の『アニメック』（20号）より連載された『インパクタージェミニィ』が初連載作となった。1983年より『プチアップル・パイ』（徳間書店）で『天翔けるセールスマン』を連載。
1984年発売の美少女漫画雑誌『プチ・パンドラ』（一水社、蛭児神建・編集）には創刊号より参加。現在で言う成人向漫画にも進出し（当時は18禁マークはまだなかったので、いちおう全年齢である）、ショタ漫画も手がける様になる。エロ漫画における「男の娘」の最初期の例である。
1990年発売の海戦カードゲーム『天下布武かあどげえむ 栄光の八八艦隊』のイラストを担当した（1988年に翔企画が発売した『モンスターメーカー』がヒットしたのを受け、他メーカーから類似品がたくさん発売されたうちの一つで、「天下布武」というメーカーから発売されていた）。海軍マニアであり、戦車や軍艦などに詳しく、それらを美少女と組み合わせて描くことができた。
1980年代当時から商業よりも同人に力を入れており、同人サークル「グループ601」を主宰し、多数の同人誌を発行していた。「グループ601」の名義で、多数の作家が参加した合同誌の編集も手掛けていた。そのため同人の流行や界隈の動向に詳しく、1990年代から2000年代にかけて成人向漫画誌『コミックドルフィン』（司書房）の同人誌レビューコーナー「同人誌データバンク」を担当した。1990年代にはまだインターネットも発達しておらず、地方民はコミケの同人誌の情報を得ることが難しかったから、非常に参考になった。同人界のムーブメントだけでなく、bolze.など注目すべき同人作家の作品も取り上げており、取り上げた同人作家の何人かは後にプロデビューしている。商業の同人誌アンソロジー『電影玉手箱』の編集も手掛けた（「スタジオ・フロチラ」名義）。編集者としての嗜好が出るきらいがあったが、火浦RやB.たろうなど、後にプロになる面子もピックアップしており、同人を見る見識は確かだった。『ガリレオ工房の科学あそび　PART2』（2001年、実教出版）など、1990年代以降もいくつか商業の漫画を執筆しているが、漫画家というより、主に編集者にしてライター兼カット描きとして活動した。
2000年代にはショタコン系のオリジナル同人誌を出しており、その際は「陳納徳」のペンネームが使用される（サークル「飛虎隊」）。
『コミックドルフィン』の休刊後は公の活動はしていないもよう。
2011年に明治大学米沢嘉博記念図書館で開催された「吾妻ひでお展」に招かれ、『シベール』の回想を語っている。

## 吾妻ひでお
吾妻ひでおとの関係は深い。
- メカニックが苦手な吾妻に代わり、多くの作品でメカニックのデザインや描画を担当した。
- 吾妻の『オリンポスのポロン』のエロースや、『ななこSOS』のDr.チャバネのモデルになったことでも知られる。（その他多数の作品にも登場）
- この他にロリコン同人誌『シベール』にも協力。これは吾妻ひでおや蛭児神建を参照。

## 単行本
- 「天翔けるセールスマン」（徳間書店）

初単行本。表題作は徳間から出ていたロリコン漫画誌「プチ・アップルパイ」での連載作品。
同時収録されている『インパクタージェミニ』（連載時は『インパクタージェミニィ』）は初連載作品で「アニメック」に掲載。ただし7回中4回しか収録されていない。
- 「Be おんざろーど」（一水社）

「プチ・パンドラ」に掲載された18禁漫画を中心に収録。
現在は漫画執筆以外の仕事を主としている。

## 関連人物
- あろひろし、毛羽毛現 - 沖とあわせた三人組を形成している。
- 高屋良樹（ちみもりを）

前述の『Be おんざーろーど』には、この三人が寄稿している。